# Холява Тарас Павлович
Тара́с Па́влович Холява (29 жовтня 1987 — 9 січня 2023, м. Краматорськ, Донецька область) — український військовослужбовець, сержант 24 ОМБр Збройних сил України, учасник російсько-української війни. Почесний громадянин міста Тернополя (2023, посмертно).

## Життєпис
Тарас Холява народився 29 жовтня 1987 року.
27 лютого 2022 року вирушив на фронт. Командир стрілецького відділення 24-ї окремої механізованої бригади. Виконував бойові завдання в Донецькій, Миколаївській, Херсонській областях. Загинув 9 січня 2023 року, виконуючи бойове завдання, внаслідок ракетного удару в м. Краматорськ на Донеччині.
Похований 23 січня 2023 року на Алеї Героїв Микулинецького кладовища м. Тернополя.

## Нагороди
- Почесний громадянин міста Тернополя (27 січня 2023, посмертно)[1].